# Ante Vukičević
Ante Vukičević (Zagreb, 24 de fevereiro de 1993) é um jogador de polo aquático croata.

## Carreira
Ante Vukičević formou-se em direito pela Universidade de Zagreb em 2016. Ele se mudou do Mladost Zagreb para o Cercle des nageurs de Marseille. De 2021 a 2024, Vukičević sagrou-se quatro vezes campeão francês pelo Marselha.
Ante Vukičević, de 1,87 metros de altura, ficou em segundo lugar com a seleção júnior croata no Campeonato Mundial Júnior de 2013. A partir de 2014, ele jogou na seleção nacional. Após as Olimpíadas de 2016, ele se tornou um jogador regular. Na Copa do Mundo de 2017, em Budapeste, os croatas venceram o grupo preliminar e derrotaram os italianos nas quartas de final. Com uma vitória por 12–11 sobre a Sérvia, os croatas chegaram à final e derrotaram os húngaros por 8–6. No ano seguinte, no Campeonato Europeu de 2018 em Barcelona, os croatas perderam para os sérvios nas semifinais. Eles venceram o jogo pelo terceiro lugar contra os italianos por 10–8. Ante Vukičević marcou um total de 14 gols, incluindo três nas semifinais. Em 2019, na Copa do Mundo de Gwangju, os croatas venceram a Alemanha nas quartas de final e perderam nas semifinais para os espanhóis. Os croatas venceram o jogo pelo terceiro lugar contra os húngaros. Nos Jogos Olímpicos de 2021 em Tóquio, os croatas terminaram em quinto lugar após uma derrota nas quartas de final para os húngaros. Ante Vukičević marcou um total de dez gols no torneio.
Um ano depois, os croatas venceram a Sérvia por 14–12 nas quartas de final da Copa do Mundo de 2022, em Budapeste. Depois de uma derrota por 5 a 10 para os espanhóis nas semifinais, os croatas perderam para os gregos na disputa pelo terceiro lugar. Dois meses depois, no Campeonato Europeu em Split, Vukičević esteve ausente devido à doença. Na Copa do Mundo de 2023, em Fukuoka, os croatas perderam na repescagem para Montenegro e terminaram em nono. Em janeiro de 2024, no Campeonato Europeu realizado em Zagreb e Dubrovnik, os croatas derrotaram os húngaros nas semifinais. Na final perderam para os espanhóis por 10–11. Vukičević marcou uma vez na final. Um mês depois, na Copa do Mundo de Doha, os croatas venceram os sérvios por 15–13 nas quartas de final. Os croatas venceram a semifinal contra a França e a final contra os italianos na disputa de pênaltis.
Nos Jogos Olímpicos de Verão de 2024, em Paris, conquistou a medalha de prata no torneio masculino do polo aquático, após confronto na final contra a equipe sérvia.